# Vistamar
Die Vistamar war ein Kreuzfahrtschiff, das häufig für Expeditionskreuzfahrten zum Einsatz kam. Es verfügte über 154 Kabinen für bis zu 300 Passagiere. Bis Anfang 2012 fuhr es in Charter des in Bremen ansässigen Reiseveranstalters Plantours & Partner, danach für Abou Merhi Cruises als Orient Queen II, Med Queen und Orient Queen.
Am 4. August 2020 wurde das Schiff bei der Explosionskatastrophe im Hafen von Beirut schwer beschädigt und kenterte.

## Geschichte
Das Schiff wurde im Juni 1987 bestellt. Es wurde unter der Baunummer C 175 auf der Werft Union Navale de Levante in Valencia für Mar Lines Universal Shipping gebaut. Die Kiellegung fand am 12. Mai, der Stapellauf am 1. Dezember 1988 statt. Die Fertigstellung des Schiffs erfolgte im Juli 1989. Das Schiff kam als Vistamar in Fahrt. Erster Kapitän wurde Raimund Krüger, der schon den Bau des Schiffes auf der spanischen Werft begleitete.
Das Schiff wurde zunächst von Jahn Reisen betrieben. Nach zwei Jahren wurde es vom Bremer Leserreisen-Veranstalter Plantours & Partner gechartert. Einige Reisen wurden im Vollcharter von Seetours (Frankfurt) sowie des Bayerischen Pilgerbüros durchgeführt.
Mit der Vistamar wurden Fahrten im Mittelmeer, der Karibik, auf der Ostsee sowie in die Arktis und Antarktis angeboten. Das Schiff war Anfang der 1990er Jahre das erste Schiff, das die Fahrtgebiete Amazonas (damals bis Manaus) und Antarktis mit Expeditionsschlauchbooten für individuelle Landgänge auf Drei-Sterne-Niveau befuhr. Im Jahr 1997 kam Grönland als neues Fahrtziel hinzu. 2003 befuhr die Vistamar erstmals den Amazonas über Manaus hinaus bis ins peruanische Iquitos (4400 Flusskilometer).
Im Sommer 2012 übernahm Abou Merhi Cruises das Schiff, benannte es in Orient Queen II um (die erste Orient Queen war für die Reederei von 2004 bis 2006 im Einsatz) und brachte es unter der Flagge Panamas in Fahrt. Nach der Umbenennung erfolgten wöchentliche Rundfahrten im östlichen Mittelmeer, ausgehend von Beirut. Zwischen 2016 und 2018 trug das Schiff kurzzeitig den Namen Med Queen, ehe es 2018 in Orient Queen ohne die II als Namenszusatz umgetauft wurde.
Am 4. August 2020 wurde das mittlerweile unter der Flagge der Bahamas betriebene Schiff bei der Explosionskatastrophe im Hafen von Beirut schwer beschädigt und kenterte am folgenden Tag. Dabei kamen zwei Personen an Bord ums Leben und sieben weitere Besatzungsmitglieder wurden verletzt.

## Technische Daten
Das Schiff wurde von zwei Wärtsilä-Dieselmotoren des Typs 12V22HF angetrieben. Die Motoren wirkten über Untersetzungsgetriebe auf zwei Verstellpropeller. Das Schiff war mit einem elektrisch angetriebenen Bugstrahlruder ausgerüstet. Für die Stromerzeugung an Bord standen drei von MAN-Dieselmotoren des Typs 8L20/27 angetriebene Generatoren zur Verfügung. Außerdem wurde ein von einem Dieselmotor angetriebener Notgenerator verbaut.